# Tadas Ivanauskas
Tadas Ivanauskas (16. prosince 1882 Halavičpolje – 1. června 1970 Kaunas) byl litevský přírodovědec.  
Narodil se jako Tadeusz Iwanowski v polské šlechtické rodině na statku Lebiodka (od roku 1991 Hrodenská oblast Běloruska), jeho otec pracoval na petrohradském ministerstvu financí a přátelil se s Mendělejevem. Tadeusz vystudoval přírodovědu na Petrohradské státní univerzitě, kde se naučil litevsky, změnil si jméno a začal se hlásit k litevské národnosti. Spolu s Michałem Römerem propagoval právo Litevců na sebeurčení a byl zvolen předsedou sdružení litevských studentů. Jeho starší bratři toto přesvědčení nesdíleli: Vacłaŭ Ivanoŭski se považoval za Bělorusa a stal se ministrem ve vládě Běloruské lidové republiky a Jerzy Iwanowski byl polským nacionalistou a zakladatelem politické strany Unia Narodowo-Państwowa.
Ve studiu pokračoval Ivanauskas na Pařížské univerzitě. Po návratu do Ruska pracoval v petrohradské laboratoři Zootom, vyrábějící přístroje pro přírodovědce. V roce 1914 podnikl vědeckou expedici do severního Ruska.
Po vyhlášení litevské nezávislosti se stal předním veřejným činitelem a v roce 1918 se svou manželkou Honoratou otevřel ve vesnici Musteika školu s vyučováním v litevštině. Pracoval na litevském ministerstvu zemědělství a stál u zrodu univerzity v Kaunasu, kde v letech 1922 až 1940 vedl katedru zoologie. Založil botanickou i zoologickou zahradu v Kaunasu a ornitologickou stanici na mysu Ventės ragas. Podílel se na vytvoření biologické terminologie v litevštině a sbíral přírodniny na Istrii a ve střední Asii. Angažoval se v hnutí na ochranu přírody, inicioval zřízení rezervace u jezera Žuvintas a organizoval na různých místech Litvy společné sázení stromů za doprovodu hudby. Věnoval se rovněž sportovní střelbě a byl redaktorem mysliveckého časopisu Medžiotojas, ve svém sídle v Obelynė založil kožešinovou farmu a arboretum. Po připojení Vilniusu k Litvě nastoupil na Vilniuskou univerzitu, od roku 1941 byl řádným členem Litevské akademie věd. Od roku 1954 až do smrti přednášel na Litevské zdravotnické univerzitě v Kaunasu. Napsal 37 odborných prací, nejvýznamnější je trojdílné pojednání o ptactvu Litvy.
Je po něm pojmenováno zoologické muzeum v Kaunasu. V tamní zoologické zahradě se nachází jeho socha, kterou vytvořil roku 1980 Stasys Žirgulis.
Jeho syn George Iwanowski byl odborníkem na hipologii, od roku 1948 žil v jižní Africe.